# Zoarchias microstomus
Zoarchias microstomus és una espècie de peix de la família dels estiquèids i de l'ordre dels perciformes.

## Descripció
Fa 10 cm de llargària màxima.

## Alimentació
Menja poliquets.

## Hàbitat i distribució geogràfica
És un peix marí, demersal i de clima temperat, el qual viu al Pacífic nord-occidental: les costes del Mar Groc.

## Observacions
És inofensiu per als humans.